# Erich Rudorffer
Erich Rudorffer, nemški častnik, vojaški pilot in letalski as, * 1. november 1917, Zwochau, † 8. april 2016.

## Življenjepis
Erich Rudorffer je svojo letalsko kariero začel 1. novembra 1939 v 2./JG 2. Svojo prvo zračno zmago je dosegel nad francoskim lovcem Curtiss Hawk 75 14. maja 1940. V bitki za Francijo je dosegel še dodatnih osem zračnih zmag in že takrat postal letalski as. Kmalu je napredoval v čin poročnika in do 1. maja 1941 dosegel že 19 zmag, za kar je bil odlikovan z viteškim križem. Do konca leta 1941 je dosegel še 21 zmag, med katerimi je bila 8. decembra tudi njegova štirideseta. Med zavezniškim izkrcanju pri Dieppu 19. avgusta 1942 je sestrelil dva britanska lovca Supermarine Spitfire.
11. novembra 1942 je bil Rudorffer imenovan na mesto Staffelkapitäna 6./JG 2, ki ga je vodil do odhoda II./JG 2 v Tunizijo. 9. februarja 1943 je v 32 minutah sestrelil kar osem britanskih letal, še sedem pa jih je sestrelil v 20 minutah šest dni kasneje. Po tem, ko je bil zaradi posledic poškodb, ki jih je pri zasilnem pristanku utrpel poveljnik II./JG 2, stotnik Adolf Dickfeld, je nadporočnik Rudorffer začasno prevzel poveljstvo nad to enoto.
V Tuniziji je Rudorffer dosegel 27 zmag, nato pa je bil aprila 1943 poslan nazaj v Francijo in povišan v čin stotnika. Maja 1943 je bil imenovan za stalnega poveljnika skupine, Gruppenkommandeurja II./JG 2. V enoti je ostal do junija 1943 in v tem času dosegel še dve zmagi, nato pa je dobil nalogo, da sestavi novo enoto IV./JG 54, ki je začela z delovanjem iz letalske baze v bližini Königsberga. Še preden pa je Rudorffer prevzel to nalogo je bil premeščen na vzhodno fronto, kjer je prevzel poveljstvo nad II./JG 54, po tem, ko se z bojne naloge ni vrnil njen poveljnik, stotnik Heinrich Jung.
Tam je Erich nadaljeval svoje odlične predstave in 24. avgusta 1943, na svoji prvi nalogi, sestrelil pet sovjetskih letal. Na drugi nalogi je sestrelil dodatne tri. 14. septembra je spet dosegel pet zmag in tako svoj izkupiček povišal na 95 sestreljenih letal. 11. oktobra je v sedmih minutah dosegel sedem zmag, vključno s svojo stoto. 6. novembra je dosegel svoj največji uspeh, ko je v sedemnajstih minutah sestrelil kar 13 sovjetskih letal, kar je po številu zmag v enem samem dnevu tretji največji dosežek vseh časov, pred njim sta le še Emil Lang, ki mu je to uspelo prav tako proti sovjetskim letalcem in pa izjemni Hans-Joachim Marseille, ki ima rekord 17 sestrelitev v treh spopadih na en sam dan proti zahodnim zaveznikom v Afriki .
7. aprila 1944 je Rudorffer spet sestrelil več sovražnih letal na eni nalogi, ko je sestrelil šest sovjetskih letal. 11. aprila 1944 je bil za 134 zračnih zmag odlikovan s hrastovimi listi k viteškemu križu (skupno 447. prejemnik) in umaknjen s fronte. V bojno enoto se je vrnil šele v začetku julija 1944 in že 3. julija sestrelil pet, 26. julija pa še šest žnasprotnikovih letal, vključno s svojo 150. Pet letal je sestrelil tudi 25. avgusta, šest 25. septembra (zmage od 182. do 187.), sedem 10. oktobra in 11 28. oktobra 1944. Za 212 zračnih zmag je bil 26. januarja 1945 odlikovan z meči k viteškemu križu (126. prejemnik).
15. januarja 1945 je bil major Rudorffer imenovan za poveljnika I./JG 7, enote opremljene z reaktivnimi letali Messerschmitt Me 262. Kmalu je postal z 12 zmagami eden prvih letalskih asov na reaktivnih lovcih.  
Erich Rudorffer je z 224. zračnimi zmagami sedmi najuspešnejši letalski as v zgodovini po številu sestreljenih letal. Med drugo svetovno vojno je sodeloval na več kot 1000 bojnih nalogah, pri čemer se je 302-krat spopadel s sovražnikom. Sestreljen je bil 16-krat in moral kar devetkrat izskočiti iz zadetega letala. Med služenjem v Luftwaffe je sestrelil 58 sovjetskih jurišnikov Iljušin Il-2 in 10 ameriških težkih štirimotornih bombnikov. V svoji karieri je letel na lovcih Messerschmitt Bf-109, Focke-Wulf FW 190 in reaktivnih lovcih Messerschmitt Me 262.

## Povojno življenje
Erich Rudorffer je preživel vojno in po njej delal v Bundesluftwaffe. Kasneje se je preusmeril v civilno letalstvo in se pridružil letalski družbi Lufthansa, kjer je na letalih Douglas DC-2 in DC-3 opravljal polete v Avstralijo. Kasneje je za nekaj časa odšel k ameriški letaslki družbi PAN AM, in se v 1980. vrnil v Lufthanso.

## Odlikovanja
- Železni križec 2. in 1. razreda
- Viteški križ železnega križca (maj 1941)
  - hrastovi listi k viteškemu križu (11. april 1944)
  - meči k viteškemu križu (26. januar 1945)